# Buddy Jeannette
Harry Edward Jeannette, detto Buddy (New Kensington, 15 settembre 1917 – Nashua, 11 marzo 1998), è stato un cestista, allenatore di pallacanestro e dirigente sportivo statunitense, professionista nella NBL, nella BAA, nella NBA e nell'ABA.

## Palmarès

### Giocatore
- 3 volte campione NBL (1943, 1944, 1945)
- Campione BAA (1948)
- 4 volte All-NBL First Team (1941, 1944, 1945, 1946)
- All-NBL Second Team (1943)
- All-BAA Second Team (1948)
- Migliore nella percentuale di tiro BAA (1948)
- 2 volte MVP World Professional Basketball Tournament (1941, 1945) (record condiviso con George Mikan)
- 4 volte All Tournament Team WPBT (1941, 1942, 1943, 1945)[2]

### Allenatore
- Campione BAA (1948)